# David Zauner
David Zauner (* 9. April 1985 in Leoben) ist ein ehemaliger österreichischer Skispringer und früherer Nordischer Kombinierer. Er ist in Eisenerz aufgewachsen, sein Club ist die Werksportvereinigung Eisenerz.

## Karriere
Zauner startete als Nordischer Kombinierer ab 1999 für den ÖSV. 1999/2000 gewann er den Austria-Cup in der Kategorie Schüler II sowie den Spezialsprunglauf in Fulpmes. 2000/01 wurde er Österreichischer Meister bei den Schülern. 2001/02 wurde er Vierter im Austria-Cup der Erwachsenen. 2002/03 startete Zauner erstmals im B-Weltcup und 2004/05 schließlich erstmals im A-Weltcup der Nordischen Kombination, wo er unter anderem beim Wettbewerb in Sapporo Rang neun belegte. 2006/07 wurde er Zehnter in der Weltcup-B-Gesamtwertung. Bei der Junioren-Weltmeisterschaft 2003 in Sollefteå belegte er im Sprint den zweiten Rang.
Nach der Saison 2008/09 wechselte Zauner von der Nordischen Kombination zum Skispringen. Die Saison 2009/2010 begann für ihn ungünstig: Zum Auftakt des Continental Cups in Rovaniemi stürzte er und erlitt einen Schlüsselbeinbruch. Am 16. Jänner 2010 debütierte Zauner im Weltcup der Skispringer: Beim Springen in Sapporo erreichte er den neunten Platz. Diesen Platz belegte er auch im am Tag darauf folgenden zweiten Weltcup-Springen in Sapporo. Eine Woche später erzielte Zauner in Zakopane zwei sechste Plätze. In Klingenthal gelang ihm Rang 5. Mit der österreichischen Mannschaft gelang ihm am 7. Februar 2010 beim Springen in Willingen ein dritter Rang und damit die erste Podestplatzierung seiner Karriere. In Einzelwettbewerben stehen mehrere vierte Plätze zu Buche.
Am 19. März 2010 stellte er in Planica mit 223 Metern einen neuen steirischen Rekord im Skifliegen auf. Nachdem er beim Auftakt des Sommer-Grand-Prix 2010 in Hinterzarten mit einem 26. Platz noch enttäuschte, gelang ihm in Courchevel mit einem zweiten Platz (punktegleich mit Thomas Morgenstern) der erste Einzelpodestplatz. Am 24. November 2010 erlitt Zauner im Abschlusstraining der österreichischen Mannschaft in Lillehammer vor dem Weltcupauftakt in Kuusamo einen Kreuzbandriss im linken Knie.
Erst im Dezember 2011 kehrte Zauner auf die internationale Bühne zurück. Nach Platz vier im Einzelspringen am 9. Dezember 2011 auf der Čerťák-Großschanze in Harrachov konnte er mit der österreichischen Mannschaft im Mannschaftsspringen auf dem zweiten Platz landen. Seine letzte Teilnahme an einem Weltcup-Bewerb fand am 18. März 2012 beim Skifliegen in Planica statt, wobei er den 26. Platz belegte. Beim Saisonauftakt des Continental Cups am 8. und 9. Dezember 2012 im kasachischen Almaty, bei dem Zauner zweimal den dritten Platz belegt hatte, klagte er über Knieprobleme. Eine ärztliche Untersuchung ergab einen Kreuzbandriss im rechten Knie, was zu einem Ausfall für den Rest der Saison führte. Nach einer Knieoperation bestritt er im September 2013 zwei Bewerbe im Sommer Continental Cup, worauf er sich am 28. September 2013 nur knapp (Platz 51) nicht für den Sommer-Grand-Prix-Bewerb in Hinzenbach qualifizieren konnte. Im Sommer 2014 bestritt er jeweils zwei Bewerbe im Continental Cup und FIS Cup. In der Wintersaison 2014/15 trat er fünfmal im FIS Cup an, wobei er die beiden Springen im slowenischen Kranj für sich entscheiden konnte. Beim Wiedereinstieg in den Continental Cup kam er in Planica zu Sturz und belegte nur die Plätze 58 und 60. Bei den darauffolgenden vier Antritten beim Continental Cup kam er nicht über Platz 20 hinaus. Nach einem 29. Platz beim Continental Cup in Lahti beendete er seine sportliche Karriere.
Zauner war zuletzt (Stand 2. August 2015) Gesellschafter bei einer Projektmanagement- und Stromoptimierungsfirma.

## Erfolge

### Weltcup-Platzierungen
| Saison  | Platz | Punkte |
| ------- | ----- | ------ |
| 2009/10 | 13.   | 403    |
| 2011/12 | 23.   | 216    |

### Grand-Prix-Platzierungen
| Saison | Platz | Punkte |
| ------ | ----- | ------ |
| 2009   | 18.   | 102    |
| 2010   | 09.   | 176    |
| 2012   | 84.   | 001    |

### Schanzenrekorde
| Ort               | Land        | Weite                                 | aufgestellt am    | Rekord bis |
| ----------------- | ----------- | ------------------------------------- | ----------------- | ---------- |
| Andelsbuch        | Österreich  | 96,5 m (HS: 88 m)                     | 25. Jänner 2003   | aktuell    |
| Breitenwang       | Österreich  | 94,0 m (HS: 87 m)                     | 6. Jänner 2004    | aktuell    |
| Steamboat Springs | USA         | 127,0 m (HS: 127 m)                   | 12. Dezember 2004 | aktuell    |
| Hinterzarten      | Deutschland | Weitester Sprung: 114,0 m (HS: 108 m) | 24. Juli 2008     | aktuell    |